# Resolució 1292 del Consell de Seguretat de les Nacions Unides
La Resolució 1292 del Consell de Seguretat de les Nacions Unides, adoptada per unanimitat el 29 de febrer de 2000 després de reafirmar totes les resolucions anteriors del Sàhara Occidental, en particular la resolució 1198 (1997) el Consell va ampliar el mandat de la Missió de Nacions Unides pel Referèndum al Sàhara Occidental (MINURSO) fins al 31 de maig de 2000.
El Consell va recordar les disposicions de la Convenció sobre la Seguretat de les Nacions Unides i Personal Associat de 1994 i va acollir amb satisfacció els esforços per informar al personal de les Nacions Unides pel que fa a la prevenció i el control del VIH/SIDA i altres malalties en les seves operacions de manteniment de la pau. Va reiterar el seu suport als esforços per implementar el Pla de Regularització i els acords adoptats per Marroc i el Front Polisario per celebrar un referèndum lliure i just d'autodeterminació per al poble del Sàhara Occidental. Al mateix temps, el Consell es va preocupar per una implementació senzilla del Pla de Regularització, malgrat els acords i el suport de la comunitat internacional.
La resolució va ampliar el mandat de la MINURSO i va donar suport a formes de garantir una resolució matinera i duradora de la disputa. Finalment, el Secretari General Kofi Annan va ser convidat a presentar una avaluació de la situació abans que el present mandat acabi el 31 de maig de 2000.